# Ширан, Фрэнк
Фрэнк «Ирландец» Ширан (англ. Frank "The Irishman" Sheeran), полное имя — Фрэнсис Джозеф Ширан (англ. Francis Joseph Sheeran; 25 октября 1920, Камден, Нью-Джерси, США — 14 декабря 2003, Филадельфия, Пенсильвания, США) — американский профсоюзный деятель, тесно связанный с мафиозной семьей Буфалино.
Будучи высокопоставленным должностным лицом в «Международном братстве перевозчиков» — влиятельном профсоюзе водителей-дальнобойщиков, Ширан был одной из ведущих фигур, отвечающих за связь профсоюза с мафией. Незадолго до своей смерти Ширан признался, что по приказу мафии лично убил лидера профсоюза Джимми Хоффу. Об этом его признании сообщил общественности Чарльз Брандт, автор документальных детективов, написавший книгу «I Heard You Paint Houses» (в переводе с англ. — «Я слышал, ты красишь дома»), основанную на рассказах Ширана о своей жизни.

## Биография

### Ранние годы
Фрэнк Ширан родился в Камдене, штат Нью-Джерси, в 1920 году, в семье ирландского эмигранта Томаса Фрэнсиса Ширана-младшего (1886—1968) и шведской эмигрантки Мэри Агнес Хансон. Детство провёл в Дарби, Пенсильвания, небольшом рабочем городке рядом с Филадельфией. Себя Фрэнк считал ирландцем-католиком. Ростом (1,93 м) он пошёл в шведскую родню по материнской линии. Шираны были бедны, и уже в раннем детстве Фрэнку приходилось воровать овощи у местных фермеров. В 7 лет он устроился на первую в своей жизни работу, выгребал золу. Отец Фрэнка был боксёром-любителем (второй полусредний вес) и занимался в католическом клубе «Шэнахэн», нередко используя бокс как наказание для сына. Некоторое время Фрэнк был алтарным служкой в церкви Скорбящей Божьей Матери, пока его не выгнали за распитие церковного вина. Окончил 8 классов школы Девы Марии и поступил в «Дарби хай скул», но вскоре бросил её. После школы Фрэнк работал в разных местах, в том числе в карнавальной группе «Риджент» и на лесозаготовках, пока не поступил учеником стекольщика в «Перлстейн глэсс компани».

### Вторая мировая война
В августе 1941 года Ширан поступил на службу в Армию США и, пройдя базовую подготовку под Билокси (Миссисипи), был назначен в военную полицию. После нападения на Перл-Харбор он добровольно вызвался в действующую армию и был направлен для обучения на парашютиста в Форт-Беннинг (штат Джорджия), но, вывихнув плечо после первого же прыжка с учебной парашютной вышки, был переведён в 45-ю пехотную дивизию, известную как «Дивизия Громовая Птица». 14 июля 1943 года Ширан отплыл в Северную Африку, в Касабланку.
За время службы Ширан в общей сложности 50 суток провёл в самоволках и 411 дней в боях, при том что в среднем на одного солдата обычно приходилось около 100 боевых дней. Первый боевой опыт Фрэнк приобрёл во время Итальянской кампании; включая вторжение на Сицилию, высадку в Салерно, кампанию в Анцио и битву под Монте-Кассино. Затем он участвовал в высадке на юге Франции, боях на Арденнах и во вторжении в Германию.
24 октября 1945 года Ширан был уволен из армии США. Позже он вспомнил, что «демобилизовали меня […] за день до 25-летия, но только по календарю».

#### Опыт войны и его влияние на судьбу Ширана
Позднее Ширан вспомнил свою военную службу как время, когда он впервые развил бессердечность по отношению к человеческим жертвам. Ширан утверждал, что был свидетелем или участником массовых убийств итальянских и немецких военнопленных, которые нарушали Гаагские конвенции 1899 и 1907 годов и Женевскую конвенцию о военнопленных 1929 года. В более поздних интервью с Чарльзом Брандтом он разделил такие убийства на следующие категории:
1. Месть в пылу битвы за смерть товарищей[10]
2. Приказы от командиров подразделений о ликвидации пленных[13]
3. Бойня в Дахау и другие факты убийств охранников и надзирателей концентрационных лагерей[12]

В октябре 1945 года Фрэнк во французском Гавре, накануне отправки домой, случайно встретил младшего брата Тома, который также проходил службу в армии. Том, поприветствовав старшего брата, сказал: «Как ты изменился! Ты уже не тот мой брат, который был до войны». Рассказывая об этом Брандту, Ширан размышлял:
Я понял, что Том имел в виду. И все дело в этих 411 днях сражений — они отпечатались не только на лице, но засели в глазах […]
Я и сам понимал, что теперь уже не тот, что прежде. Меня теперь уже многое не трогало. Я прошел почти всю войну — чего и кого мне бояться? В Европе я ушел в себя и после этого уже больше не вышел. К смерти привыкаешь. Как и к тому, что приходится убивать других […]
Ночами напролет меня мучили кошмары, иногда я даже не мог понять, где я […]
Тебе пришлось увидеть массу ужасных вещей […]
Оказавшись дома, я все чаще и чаще задумывался о смерти. Все задумываются о ней. А потом вдруг спросил себя: а что ты, собственно, паришься? Ты не в силах повлиять на это. […] Так какого черта мучить себя? Будь что будет. С некоторых пор эти нехитрые истины и стали для меня девизом. Я войну прошел — что худшего может со мной приключиться? И постепенно перестал задумываться об этом. Будь что будет.

### Жизнь после войны
Покинув службу и вернувшись домой, Ширан вновь стал работать в «Перлстейн глэсс компани», но уже вскоре покинул эту компанию. Как он сам вспоминал об этом: «не мог я больше находиться на этой работе после той военной вольницы […] не мог я больше ходить в поднадзорных и пару месяцев спустя решил оттуда отвалить». После этого Фрэнк сменил множество работ: развозил летом лёд, а зимой уголь, грузил мешки с цементом, работал на стройке, вышибалой, учителем танцев, чуть было не устроился в полицию с подачи сенатора штата Джимми Джаджема. Одновременно Ширан играл в американский футбол блокирующим полузащитником за команду католического клуба «Шэнахен».
Женившись, Ширан стал искать постоянную работу. Вначале он устроился работать на «Бадд мэньюфекчуринг», которая изготавливала детали автомобильных корпусов, но вскоре ушёл оттуда из-за тяжёлых условий труда. В 1948 году он становится водителем грузовика компании «Свифт мит», развозя по магазинам Филадельфии мясо. Позже Ширан получил постоянную работу водителя грузовика в фирме «Фуд Фэйр» и вступил в профсоюз водителей «Международное братство перевозчиков». Одновременно Фрэнк подрабатывал вышибалой в баре «Никсон боллрум» и уроками танцев в дансинг-зале «Вагнер». В «Фуд Фэйр» он проработал 10 лет, пока не был вынужден уволиться из-за воровства перевозимых товаров.
Среди водителей «Фуд Фэйр» было много итальянцев, и вскоре Ширан, выучивший итальянский во время войны в Италии, обзавёлся многочисленными знакомыми в итальянских кварталах. Но самое важное в его жизни знакомство произошло в 1955 году, когда Фрэнк встретился с боссом мафии северо-восточной Пенсильвании Расселом Буфалино, который стал его другом и наставником на всю оставшуюся жизнь.

## Криминальная карьера
Впервые перед судом Ширан оказался 4 февраля 1947 года. Всё началось со ссоры с двумя пассажирами троллейбуса, переросшей в драку. Когда на место происшествия прибыла полиция, Фрэнк подрался и с полицейскими. Позже при обыске в кармане Ширана обнаружили перочинный нож. В результате за нарушение общественного порядка, сопротивление властям и утаивание холодного оружия Фрэнку пришлось заплатить штраф, после чего он был выпущен по пробации. В 1950-х годах, работая водителем фирмы «Фуд Фэйр», Ширан воровал перевозимые товары. Руководство фирмы вскоре узнало про это, но не могло даже уволить Фрэнка, не имея доказательств его вины. В конце концов, они смогли заставить Ширана уволиться.
Познакомившись с главами семей Буфалино и Филадельфии, Ширан нашёл новые источники дохода как в профсоюзе, так и в мафии, занявшись, в частности, ростовщичеством и начав совершать убийства по найму. Среди жертв Ширана профсоюзный деятель Джимми Хоффа и нью-йоркский гангстер Джозеф Галло по прозвищу «Безумный Джо». Благодаря своей преступной хватке Фрэнк стал близким партнёром боссов мафии Буфалино и Анджело Бруно, пользуясь большим влиянием, несмотря на то, что, не был итальянцем, так и не был принят в мафию, оставаясь всё это время просто соучастником.
В 1980-х годах прокурор Рудольф Джулиани назвал Ширана одним из двух неитальянцев в федеральном списке 26 самых опасных бандитов США.

## Профсоюзная карьера
О карьере профсоюзного деятеля Ширан задумался ещё в середине 1950-х годов, посмотрев фильм «В порту». Фрэнк сразу решил, что ничем не хуже персонажа Марлона Брандо и когда-нибудь тоже будет работать как член профсоюза. Благодаря поддержке Буфалино тогдашний президент «Международного братства перевозчиков» Джимми Хоффа взял Ширана на работу, рассчитывая использовать его для устрашения непокорных членов профсоюза и членов конкурирующего Международного профсоюза моряков. Со временем Ширан стал главой 326-го отделения Международного братства перевозчиков в штате Делавэр.

## Смерть
Фрэнк Ширан умер от рака 14 декабря 2003 года в возрасте 83 лет в доме престарелых недалеко от Филадельфии.

## Личная жизнь
Вернувшись с войны, Ширан в 1947 году женился на Мэри Ледди, ирландской иммигрантке, которая работала секретарём в фармацевтическом колледже Филадельфии. Она родила ему троих дочерей, Мэри Энн, Пегги и Долорес. В 1968 году они развелись. Затем Фрэнк женился на женщине по имени Айрин. Во втором браке у Ширана была одна дочь, Конни.

## Спорные утверждения
Ширан утверждал, что участвовал в подготовке противников Фиделя Кастро, участвовавших в высадке в Заливе Свиней, а также знал некоторые обстоятельства, связанные c убийством президента Джона Ф. Кеннеди. По словам Ширана, Джимми Хоффа хотел, чтобы Кеннеди умер, потому что его брат, Роберт Кеннеди, на тот момент генеральный прокурор США, преследовал Хоффу, пытаясь добиться его отстранения от руководства профсоюза.
В книге «I Heard You Paint Houses» (2004) Чарльз Брандт утверждает, что Ширан признался ему в убийстве Хоффы. Фрэнк также признался журналистам, что убил Хоффу. ФБР всё ещё пытается связать Ширана с убийством Хоффы, надеясь на новейшие технологии судебно-медицинской экспертизы. Когда ФБР спросили о новом тестировании, они просто сказали «Без комментариев», по словам Эрика Шона из Fox News, ведущего нового документального фильма об исчезновении Хоффа под названием «Риддл», который вышел 27 ноября 2018 года.

## Медиа
В 2004 году писатель Чарльз Брандт опубликовал документальную книгу «I Heard You Paint Houses» (в переводе с англ. — «Я слышал, ты красишь дома»), основанную на рассказах Фрэнка «Ирландца» Ширана. В ноябре 2019 года на Netflix состоялась премьера фильма Мартина Скорсезе «Ирландец» по книге Брандта. Роль Ширана исполнил Роберт Де Ниро.